# Aarsdale
Aarsdale (auch Årsdale) ist ein an der Ostküste Bornholms zwischen Svaneke und Nexø gelegenes Fischerdorf mit 298 Einwohnern (Stand 1. Januar 2023).
Der Name Aarsdale wurde erstmals im Jahr 1410 als Osdael erwähnt, was so viel wie Felsengrund oder Tal hieß.

## Historie
Im Ort befinden sich noch mehr als 200 Jahre alte, gut erhaltene Fachwerkhäuser. Der für die kleinen Ort verhältnismäßig große Fischereihafen wurde im Jahr 1869 gebaut und 1959 erweitert. 
Mit zeitweise über 30 Fischkuttern erbrachte die Fischerei hohe Fischfangquoten.  2007 waren nur noch sieben Kutter registriert, eine Folge des Rückgangs des Fischfangs. Von ehemals mehreren Räuchereien im Ort existiert heute nur noch eine.
Das Wahrzeichen des Ortes und eine vielbesuchte Touristenattraktion ist die noch funktionsfähige  holländische Windmühle aus dem Jahr 1877. Sie ist eine von 13 noch auf Bornholm existierenden Windmühlen und eine der am besten erhaltenen Mühlen Dänemarks, die der vierten Generation betrieben wird.

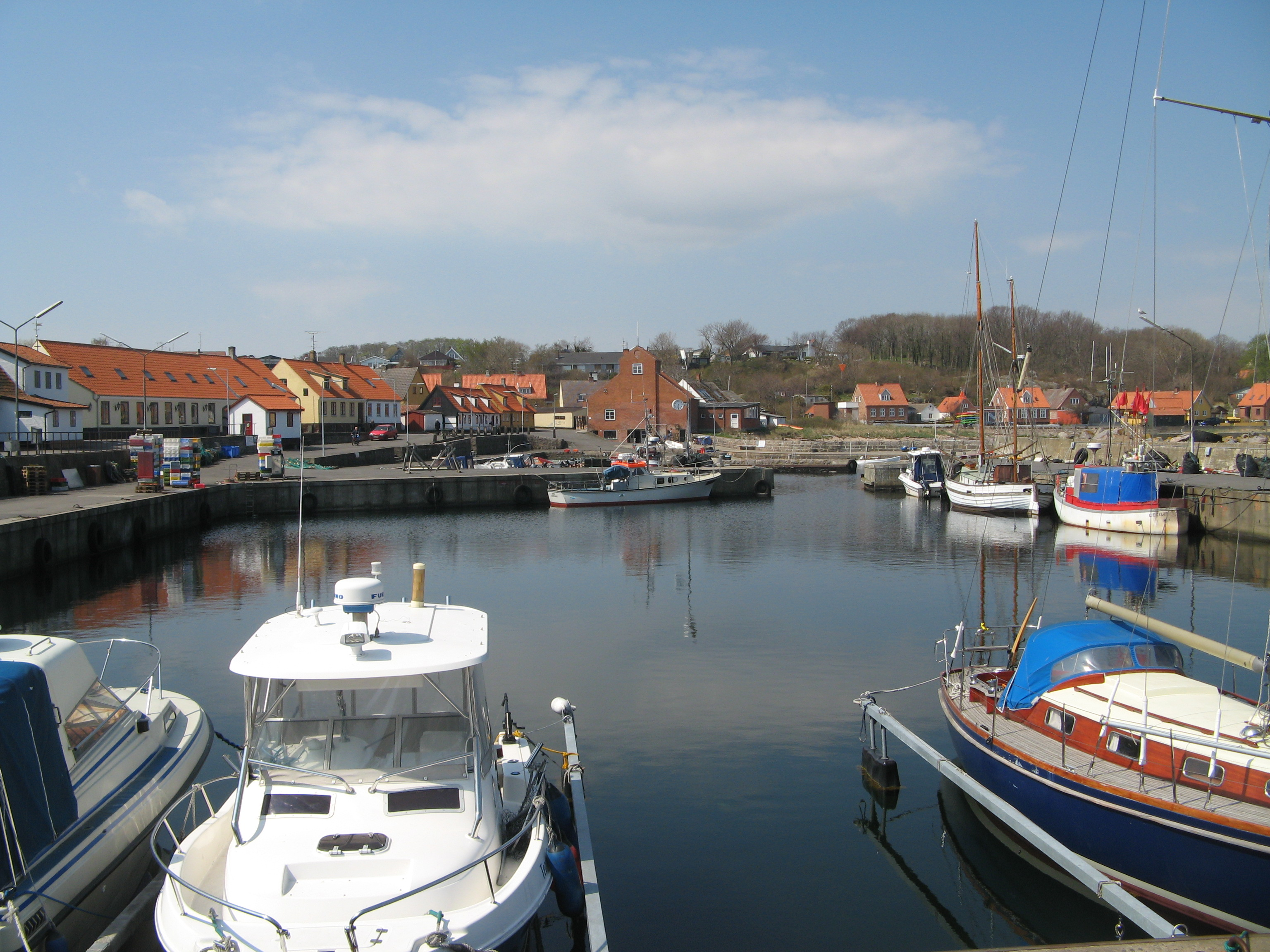
Aarsdale Hafen
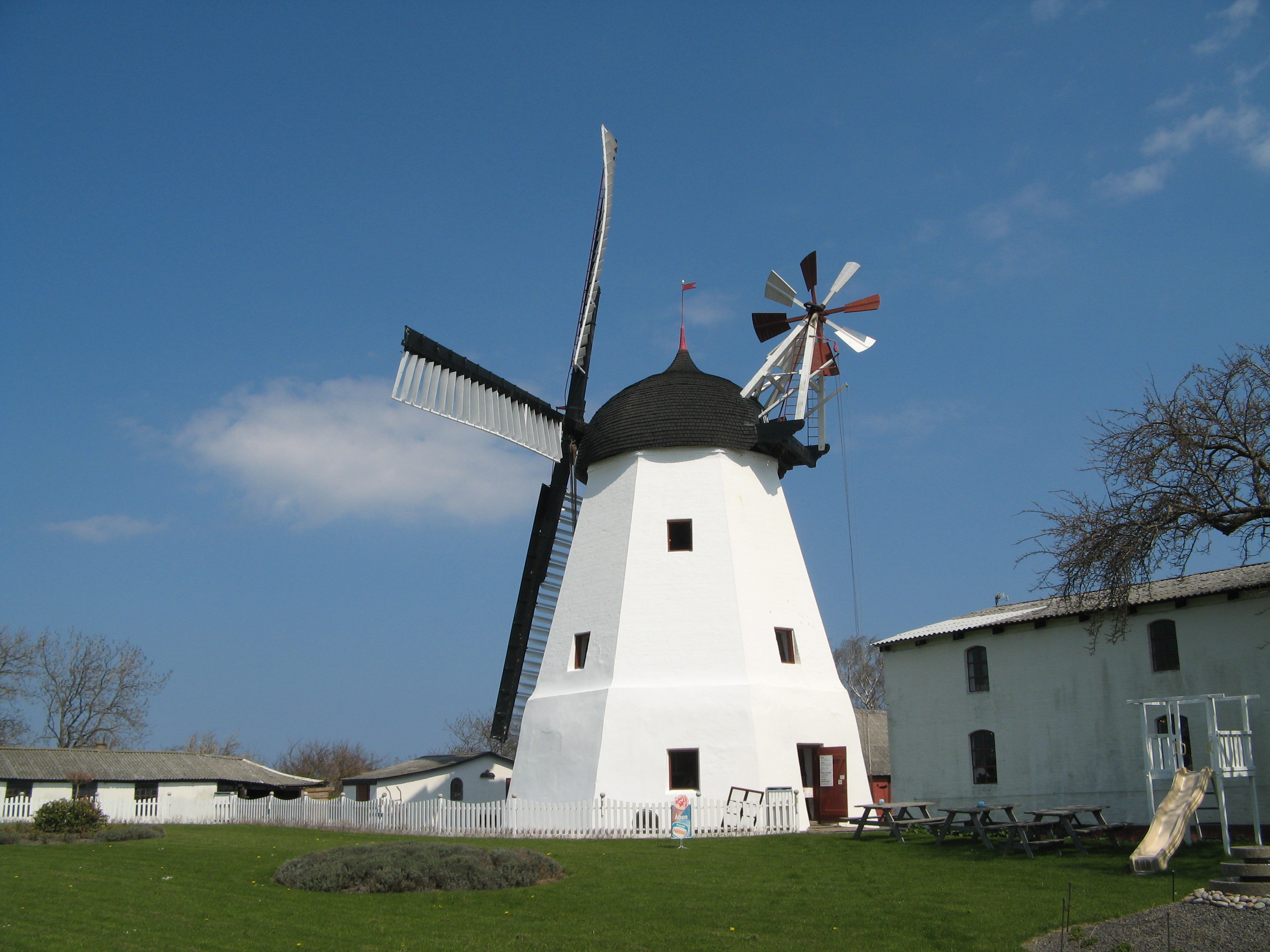
Aarsdale Mühle
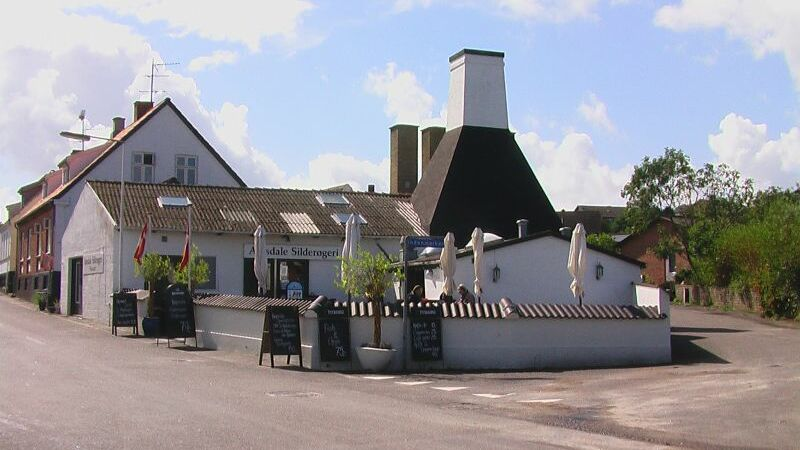
Aarsdale Sildrøgeri

## Einwohnerentwicklung
Einwohnerentwicklung von Aarsdale:
| 1976 | 1981 | 1990 | 2000 | 2007 | 2010 | 2013 |
| ---- | ---- | ---- | ---- | ---- | ---- | ---- |
| 656  | 615  | 589  | 525  | 482  | 461  | 449  |